# U Muntagnolu
U Muntagnolu est une marque commerciale de fromage industriel à pâte molle à croûte lavée fabriqué en Corse à partir de lait cru de brebis collecté dans un territoire s'entendant dans une partie de montagne et une partie de plaine du canton de Vezzani, mais également avec du lait d'importation (Aveyron ). 
Le fabricant du fromage commercialisé sous cette marque s'inspire des fromages fermiers portant l'appellation d'origine fromagère venachese, produits par les paysans du canton de Venaco voisin, au centre de l'île. 
Les laits sont transformés artisanalement selon les normes européennes, par la S.A.R.L. Fromex Fromagerie Baldovini installée à Vezzani.
La forme du fromage est cylindrique, de 10 cm de diamètre, légèrement écrasé, de 3 à 4 cm de haut. L'unité pèse environ 300 g. Sa croûte lavée est d'un rouge orangé. La morge, ce mince revêtement visqueux essentiellement constitué de micro-organismes qui apparait autour du fromage, lui donne à la fois son aspect caractéristique et une bonne partie de son goût et de son arôme. Sa pâte souple, onctueuse et homogène est de couleur ivoire. Son taux de lipides est de 30 %.